# Chicago Bulls 1995-1996
La stagione 1995-96 dei Chicago Bulls fu la 30ª nella NBA per la franchigia.
I Chicago Bulls vinsero la Central Division della Eastern Conference con un record di 72-10. Nei play-off vinsero il primo turno con i Miami Heat (3-0), la semifinale di conference con i New York Knicks (4-1), la finale di conference con gli Orlando Magic (4-0), vincendo poi il titolo battendo nella finale NBA i Seattle SuperSonics (4-2).
I Bulls 1995-1996 sono stati inseriti nel 1996 tra le 10 migliori squadre della storia NBA.

## Eastern Conference
| Squadra             | V  | P  | %    | GB |
| ------------------- | -- | -- | ---- | -- |
| Chicago Bulls C     | 72 | 10 | 87,8 | -  |
| Indiana Pacers      | 52 | 30 | 63,4 | 20 |
| Cleveland Cavaliers | 47 | 35 | 57,3 | 25 |
| Atlanta Hawks       | 46 | 36 | 56,1 | 26 |
| Detroit Pistons     | 46 | 36 | 56,1 | 26 |
| Charlotte Hornets   | 41 | 41 | 50   | 31 |
| Milwaukee Bucks     | 25 | 57 | 30,5 | 47 |
| Toronto Raptors     | 21 | 61 | 25,6 | 51 |

## Roster
| \| Pos. \| Num. \| Naz. \| Nome \| Altezza \| Peso \| Data nascita \| Provenienza \| \| ---- \| ---- \| ---- \| ---------------- \| ------- \| ------ \| ------------ \| --------------------------- \| \| G \| 0 \| \| Brown, Randy \| 188 cm \| 86 kg \| 22-05-1968 \| New Mexico State \| \| G/AP \| 30 \| \| Buechler, Jud \| 198 cm \| 100 kg \| 19-06-1968 \| Arizona \| \| A \| 35 \| \| Caffey, Jason \| 203 cm \| 116 kg \| 12-06-1973 \| Alabama \| \| C \| 53 \| \| Edwards, James \| 213 cm \| 102 kg \| 22-11-1955 \| Washington \| \| A/C \| 54 \| \| Haley, Jack \| 208 cm \| 109 kg \| 27-01-1964 \| UCLA \| \| G/AP \| 9 \| \| Harper, Ron \| 198 cm \| 84 kg \| 20-01-1964 \| Miami (OH) \| \| G \| 23 \| \| Jordan, Michael \| 198 cm \| 98 kg \| 17-02-1963 \| North Carolina \| \| G \| 25 \| \| Kerr, Steve \| 191 cm \| 79 kg \| 27-09-1965 \| Arizona \| \| A \| 7 \| \| Kukoč, Toni \| 208 cm \| 87 kg \| 18-09-1968 \| KK Split (Croatia) \| \| C \| 13 \| \| Longley, Luc \| 218 cm \| 120 kg \| 19-01-1969 \| New Mexico \| \| G/AP \| 33 \| \| Pippen, Scottie \| 203 cm \| 95 kg \| 25-09-1965 \| Central Arkansas \| \| A \| 91 \| \| Rodman, Dennis \| 201 cm \| 95 kg \| 13-05-1961 \| Southeastern Oklahoma State \| \| A/C \| 22 \| \| Salley, John \| 211 cm \| 104 kg \| 16-05-1964 \| Georgia Tech \| \| A \| 8 \| \| Simpkins, Dickey \| 206 cm \| 112 kg \| 06-04-1972 \| Providence \| \| G/AP \| 34 \| \| Wennington, Bill \| 213 cm \| 111 kg \| 26-12-1963 \| St. John's \| | Allenatore - Phil Jackson Assistente/i - Jim Cleamons (Vice-allenatore) - Tex Winter (Vice-allenatore) - Jimmy Rodgers (Vice-allenatore) - John Paxson (Vice-allenatore) - Chip Schaefer (Preparatore atletico) - Al Vermeil (Preparatore fisico) - Erik Helland (Assistente preparatore fisico) Legenda - (C) Capitano - (FA) Free agent - (S) Sospeso - (TW) Contratto Two-way - (GL) Assegnato a squadra G League affiliata - Infortunato Roster • Transazioni · Ultima transazione: 26 giugno 1996 |                        |                  |         |        |              |                             |
| Pos. | Num. | Naz.                   | Nome             | Altezza | Peso   | Data nascita | Provenienza                 |
| G | 0 | Stati Uniti (bandiera) | Brown, Randy     | 188 cm  | 86 kg  | 22-05-1968   | New Mexico State            |
| G/AP | 30 | Stati Uniti (bandiera) | Buechler, Jud    | 198 cm  | 100 kg | 19-06-1968   | Arizona                     |
| A | 35 | Stati Uniti (bandiera) | Caffey, Jason    | 203 cm  | 116 kg | 12-06-1973   | Alabama                     |
| C | 53 | Stati Uniti (bandiera) | Edwards, James   | 213 cm  | 102 kg | 22-11-1955   | Washington                  |
| A/C | 54 | Stati Uniti (bandiera) | Haley, Jack      | 208 cm  | 109 kg | 27-01-1964   | UCLA                        |
| G/AP | 9 | Stati Uniti (bandiera) | Harper, Ron      | 198 cm  | 84 kg  | 20-01-1964   | Miami (OH)                  |
| G | 23 | Stati Uniti (bandiera) | Jordan, Michael  | 198 cm  | 98 kg  | 17-02-1963   | North Carolina              |
| G | 25 | Stati Uniti (bandiera) | Kerr, Steve      | 191 cm  | 79 kg  | 27-09-1965   | Arizona                     |
| A | 7 | Croazia (bandiera)     | Kukoč, Toni      | 208 cm  | 87 kg  | 18-09-1968   | KK Split (Croatia)          |
| C | 13 | Australia (bandiera)   | Longley, Luc     | 218 cm  | 120 kg | 19-01-1969   | New Mexico                  |
| G/AP | 33 | Stati Uniti (bandiera) | Pippen, Scottie  | 203 cm  | 95 kg  | 25-09-1965   | Central Arkansas            |
| A | 91 | Stati Uniti (bandiera) | Rodman, Dennis   | 201 cm  | 95 kg  | 13-05-1961   | Southeastern Oklahoma State |
| A/C | 22 | Stati Uniti (bandiera) | Salley, John     | 211 cm  | 104 kg | 16-05-1964   | Georgia Tech                |
| A | 8 | Stati Uniti (bandiera) | Simpkins, Dickey | 206 cm  | 112 kg | 06-04-1972   | Providence                  |
| G/AP | 34 | Canada (bandiera)      | Wennington, Bill | 213 cm  | 111 kg | 26-12-1963   | St. John's                  |

### Play-off
|  | Denota le partite vinte |
|  | Denota le partite perse |